# 31684 Lindsay
31684 Lindsay este un asteroid din centura principală de asteroizi.

## Descriere
31684 Lindsay este un asteroid din centura principală de asteroizi. A fost descoperit pe 10 mai 1999 la Socorro, New Mexico, în cadrul proiectului LINEAR. Asteroidul prezintă o orbită caracterizată de o semiaxă mare de 2,76 ua, o excentricitate de 0,08 și o înclinație de 3,9° în raport cu ecliptica.